# 2MASS J10475385+2124234
2MASS J10475385+2124234 es una enana marrón emisora de ondas de radio, localizada a aproximadamente 34 años luz de distancia en la constelación de Leo. Fue descubierta en 1999 por Adam J. Burgasser et al. y pertenece a la clase espectral T6.5; su posición cambia anualmente en 1.7 segundos de arco por su propio movimiento.